# Tunggakjati
Tunggakjati is een bestuurslaag in het regentschap Karawang van de provincie West-Java, Indonesië. Tunggakjati telt 16.467 inwoners (volkstelling 2010).